# Grantessa anisactinia
Grantessa anisactinia är en svampdjursart som beskrevs av Borojevic och Peixinho 1976. Grantessa anisactinia ingår i släktet Grantessa och familjen Heteropiidae.
Artens utbredningsområde är havet utanför Brasilien. Inga underarter finns listade i Catalogue of Life.